# تعذر الأداء العصبي
تعذر الأداء العصبي أو لا أدائيَّة العصب هو اضطراب في الجهاز العصبي المحيطي وهو فقدان مؤقت للحركه والإحساس بسبب انسداد التوصيل العصبي، عادة ما تستغرق في المتوسط ستة إلى ثمانية أسابيع قبل الشفاء التام. مشتق تعذر الأداء العصبي من اللاأدائية كلمة، وهذا يعني «فقدان أو ضعف في القدرة على تنفيذ تحركات منسقة المعقدة دون ضعف العضلات أو حسي».
وعادة ما تسبب هذه الحالة من الإصابة العصبية حادة بسبب الضربات الخارجية أو إصابات مثل صدمة للألياف العضلات والألياف العصبية والهيكل العظمي، مما يؤدي إلى تكرار أو لفترات طويلة تراكم الضغط على العصب. ونتيجة لهذا الضغط، يحدث نقص التروية، والنتائج آفة العصبية، وجسم الإنسان يستجيب بشكل طبيعي مع وذمة تمتد في كل الاتجاهات من مصدر الضغط. هذه الآفة يؤدي إلى العمل المحتملين كتلة التوصيل الكامل أو الجزئي على جزء من الألياف العصبية، وبالتالي انخفاض أو فقدان وظيفة في أجزاء من الاتصال العصبي المصب من الآفة، مما يؤدي إلى ضعف العضلات.
النتائج تعذر الأداء العصبي في ضرر مؤقت لغمد المايلين ولكنه يترك العصبية سليمة وشرط غير دائمة. وبالتالي، لا تحدث ولري انحطاط في تعذر الأداء العصبي. من أجل شرط لاعتبار تعذر الأداء العصبي، وفقا لنظام تصنيف سيدون من إصابة الأعصاب الطرفية، يجب أن يكون هناك شفاء تام وسريع نسبيا من المحركات وظيفة حسية مرة استعيد التوصيل العصبي. خلاف ذلك، سيتم تصنيف الإصابة كما انهتاك المحوار أو تهتك العصب. وبالتالي تعذر الأداء العصبي هو أخف تصنيف الإصابة الأعصاب الطرفية.

## الأعراض
مجموعة متنوعة من أنواع الاعصاب يمكن أن تخضع لتعذر الأداء العصبي، وبالتالي أعراض مجموعة إصابة في درجة وكثافة. الأعراض الشائعة لتعذر الأداء العصبي واضطرابات في الإحساس، وضعف العضلات، وشلل حركي معرق في منطقة العصب أو الأعصاب المتضررة، وحساسية غير طبيعية من العصب في موضع الإصابة. وقد لوحظ أن الأعراض الحسية الذاتية وتشمل خدر، وخز، وحرق الأحاسيس في موقع الإصابة. الأعراض الحسية موضوعية ضئيلة عموما في ما يخص للمس، والألم والحرارة والبرد. في حالات الخلايا العصبية الحركية تعذر الأداء العصبي، تتكون أعراض الشلل الرخو من العضلات التي يغذيها العصب المصاب أو الأعصاب غالبا ما تكون عابرة وتستمر فقط لفترة قصيرة من الزمن بعد الإصابة مباشرة. ومع ذلك، في الحالات الشديدة من تعذر الأداء العصبي، يمكن أن الأعراض تستمر لأسابيع أو أشهر في كل مرة.

## أسبابه
سبب تعذر الأداء العصبي هو آفة العصبية الذي يؤدي إلى كتلة مؤقت من التوصيل العصبي دون انتقال من محور عصبي. يتم تصنيف كتلة التوصيل كتخفيض 40% في العمل السعة المحتملة على مسافة قصيرة على العصب، أو تخفيض 50% لمسافة أطول على العصب. في تعذر الأداء العصبي، والتحفيز على نتائج العصب المصاب في خفض أكبر في العمل السعة المحتملة على الموقع القريب من الإصابة بدلا من الموقع البعيد.

## التشخيص
هناك ثلاثة تصنيفات ودرجات الإصابة العصبية واضحة:
- تهتك العصب هو درجة خطورة الإصابة العصبية. أنه ينطوي على اضطراب في الأعصاب وغمد العصب.
- يحدث انهتاك المحوار عندما يتم الحفاظ على معظم الهياكل الداعمة للعصب، ولكن لا يزال لاحظت انقطاع الألياف العصبية. انحطاط اليرياني غالبا ما يحدث في المستقبل القريب على مقربة من موقع الإصابة.
- تعذر الأداء العصبي هو الأقل شكل خطير من إصابة العصب.

هناك نوعان من أشكال مختلفة من إصابة العصب الميكانيكية التي تشمل تعذر الأداء العصبي. الأسباب الكامنة وراء إصابة العصب عابرة وعادة ما تشمل حلقة الدماغية قصيرة أو أي شكل من أشكال الضغط. أشكال أكثر ثباتا من إصابة العصب تنطوي على إزالة الميالين وانقباض المحاور. في ظروف معينة، وتشخيص تعذر الأداء العصبي يمكن أن يكون غير مريح بسبب وجود ألم الاعتلال العصبي الشديد. ألم الاعتلال العصبي هو مؤشر على أن الآفة من العصب لا يزال في التقدم. ويتبع تشخيص تعذر الأداء العصبي دائما تقريبا من فترة نقاهة سريعة وكاملة.

## العلاج
وتشارك العصب كامل في الرد على الإصابات. نتائج إصلاح العصبية تعتمد على درجة الإصابة العصبية والظروف في موقع الإصابة. منذ تعذر الأداء العصبي هو شكل خطير ولكنه أقل من إصابة الأعصاب الطرفية. مرة واحدة يتم القضاء على سبب تعذر الأداء العصبي، والانتعاش من الآفات في العصب يحدث في غضون فترة زمنية قصيرة.